# Il bazar delle idee
Il bazar delle idee è un film del 1941 diretto da Marcello Albani.

## Trama
Anna, una giovane e facoltosa signora, decide di finanziare in gran segreto un'impresa singolare: la fondazione di un vero centro per la creazione di idee, diretto da Mario Morelli, un poeta e autore di canzoni in perenne attesa del grande successo, e da un pittore, Enrico Bovio, che non trova l'ispirazione o il modello per un ritratto di donna che vuole terminare. Entrambi sono a corto di soldi e, convinti della genialità delle loro idee, desiderano aprire quella bizzarra attività, denominata appunto il "Bazar delle idee". Quando un'altra persona, Max Herber, si aggiunge come finanziatore, i locali si spostano dalla soffitta del pittore in un grande e sontuoso palazzo cittadino. In breve tempo diventa un luogo frequentato da tutte quelle persone in cerca di ispirazione, tra i quali il commendator Parodi, attivo nel campo assicurativo, della cui figlia, Rita, si innamora il poeta. Nel frattempo Anna si invaghisce del pittore, non rivelando però i suoi sentimenti e generando incomprensioni e litigi quando inizia a creare complicazioni a danno del Bazar, iniziando a uscire con Mario facendo in modo che da amici diventino rivali in amore, e civettando inoltre con tutti i commessi del locale, facendoli perdere la testa per lei. Ma in seguito il pittore si accorge che Anna è la modella adatta per finire il ritratto; la porta nella sua soffitta e, durante le pose, riesce a baciarla. Mario li sorprende: dapprima ci rimane malissimo, ma in seguito, quando constata che il Bazar si avvia alla rovina finanziaria, comprende che Rita è la donna più adatta per lui. Finisce con un doppio matrimonio: Anna con Enrico e Rita con Mario.

## Distribuzione
Il film, una delle rarissime co-produzioni con la Grecia – anche se nei titoli di testa non figura una casa produttrice ellenica – ebbe il visto censura n. 30.996 del 17 maggio 1940 con una lunghezza della pellicola di 2.011 metri. Ebbe una distribuzione assai irregolare: a Roma venne proiettato nel gennaio del 1941, mentre a Milano soltanto nell'estate del 1941.
Venne rieditato nel novembre del 1945 con il titolo Buongiorno signora! e poi sparì dalla circolazione. Attualmente, tranne alcune fotografie di scena è introvabile.

## Critica
(Filippo Sacchi, Corriere della Sera, 25 giugno 1941)